# Nie wieder Krieg (Album)
Nie wieder Krieg ist das 13. Studioalbum der deutschen Indie-Rock-Band Tocotronic, das am 28. Januar 2022 bei Vertigo Records erschien.

## Hintergrund
Das Album folgt auf Die Unendlichkeit von 2018 und beinhaltet zwölf Songs. Inhaltlich bewegt sich die Band darin weg von der biografischen Reise des Vorgängeralbums hin zu Liedern über allgemeine Verwundbarkeit, seelische Zerrissenheit und existenzielles Ausgeliefertsein, über Einsamkeit und Angst, aber auch über Träume und Liebe.
Mit Ich tauche auf findet sich erstmals auf einem Album der Gruppe die Zusammenarbeit mit einer anderen Künstlerin.
Die Arbeit an dem Album begann 2018 in Luzern. „Ostern 2018 hatte ich in Luzern die ersten Songs in mein Telefon gesungen, während ich am Ufer des Vierwaldstättersees auf und ab ging“, erzählte Dirk von Lowtzow.

## Covergestaltung
Das Cover zeigt in gelben Versalien auf schwarzem Grund die Worte „Nie wieder Krieg“.

## Titelliste
| Nr.          | Titel                              | Länge |
| ------------ | ---------------------------------- | ----- |
| 1.           | Nie wieder Krieg                   | 5:20  |
| 2.           | Komm mit in meine freie Welt       | 3:16  |
| 3.           | Jugend ohne Gott gegen Faschismus  | 3:53  |
| 4.           | Ich gehe unter                     | 3:37  |
| 5.           | Ich tauche auf (feat. Soap & Skin) | 4:18  |
| 6.           | Ich hasse es hier                  | 2:25  |
| 7.           | Nachtflug                          | 3:44  |
| 8.           | Ein Monster kam am Morgen          | 3:50  |
| 9.           | Crash                              | 4:19  |
| 10.          | Leicht lädiert                     | 2:34  |
| 11.          | Hoffnung                           | 4:20  |
| 12.          | Liebe                              | 4:14  |
| Gesamtlänge: | Gesamtlänge:                       | 45:54 |

## Charts und Chartplatzierungen
Nie wieder Krieg erreichte in Deutschland Rang zwei der Albumcharts und musste sich lediglich Was kost die Welt von Versengold geschlagen geben. Das Album platzierte sich eine Woche in den Top 10. Darüber hinaus erreichte das Album die Chartspitze der Vinylcharts. In Österreich erreichte das Album Rang drei und platzierte sich ebenfalls eine Woche in den Top 10. In der Schweiz erreichte Nie wieder Krieg mit Rang elf seine beste Chartnotierung.
Das Album wurde zum 14. Charterfolg für Tocotronic in Deutschland sowie zum zwölften in Österreich und achten in der Schweiz. Es ist ihr zehntes Top-10-Album in Deutschland sowie das achte in Österreich.
| ChartsChartplatzierungen | Höchstplatzierung | Wochen |
| ------------------------ | ----------------- | ------ |
| Deutschland (GfK)        | 2 (8 Wo.)         | 8      |
| Österreich (Ö3)          | 3 (2 Wo.)         | 2      |
| Schweiz (IFPI)           | 11 (2 Wo.)        | 2      |